# Zervant
Zervant ist ein webbasierter Service (SaaS) für Fakturierung und Ausgabenmanagement. Das Programm findet Anwendung in der Rechnungsstellung von selbständig Berufstätigen und kleinen und mittleren Unternehmen (KMU). Der Service wird als Webapplikation auf Deutsch, Englisch, Französisch, Schwedisch und Finnisch angeboten.
Die Unternehmenssoftware ist ein Produkt der finnischen Firma Zervant Oy, mit Hauptsitz in Espoo, Finnland. Zervant Oy wurde im Dezember 2009 von den finnischen Unternehmern Mattias Hansson, Tuukka Koskinen und Patrik Ekman gegründet. Im Jahr 2013 wurde die Online-Software in den deutschen Markt eingeführt. Der Online-Service zählte im Mai 2016 mehr als 100.000 Kunden in über 125 Ländern.